# Consulte de Lyon
La consulte de Lyon ou de la République cisalpine est une réunion extraordinaire qui a eu lieu du 11 au 26 janvier 1802 dans l'ancienne chapelle du collège jésuite de la Trinité à Lyon. Elle détermine la transformation de la République cisalpine, fondée en 1797, en la République italienne.

## Histoire
Le Premier consul Bonaparte décide de réunir les députés italiens de la République cisalpine à Lyon. Cette république créée après la première campagne d'Italie, comprend la Lombardie, Mantoue, Bergame, Brescia, Vérone, Crémone, Rovigo, le duché de Modène, Massa et Carrare et trois légations de Bologne, Ferrare et de la Romagne. Le projet de réunir cette consulta extraordinaire emporte un très vif succès. Quatre cent cinquante-deux députés sont nommés pour venir siéger à cette réunion mais il s'agit d'une parodie d'assemblée constituante, les membres sont triés, l'ordre du jour est imposé et des pressions s'exercent pour approuver en l'état ce que souhaite Napoléon. Fin novembre 1801, les Italiens se mettent en route, traversent les Alpes et arrivent à Lyon. Ils sont rejoints par Talleyrand le 28 décembre. Bonaparte et Joséphine de Beauharnais arrivent le 11 janvier 1802 en grand cortège au milieu de la délégation des personnalités italiennes (généraux, membres du clergé…). De jeunes Lyonnais, vêtus d'un frac bleu et blanc et armés d'un sabre, organisent une haie d'honneur pour accueillir le cortège. L'infanterie attend sur la place des Terreaux tandis que la cavalerie va à la rencontre du chef de l'État. Il est accueilli vers vingt heures par les autorités civiles et militaires et conduit à l'hôtel de ville de Lyon. Dès le lendemain 12 janvier, il accorde une audience aux députés de la consulta cisalpine de midi à dix-neuf heures. Le soir, la ville est illuminée et Bonaparte assiste à une représentation théâtrale au Grand Théâtre (aujourd'hui théâtre des Célestins). Un feu d'artifice est tiré après la fin du spectacle.
Les jours suivants, le consul reçoit les députations des villes et départements voisins. Pendant ce temps, la consulte poursuit ses travaux. Le 26 janvier, elle est rassemblée en présence des ministres français, de généraux, de hauts fonctionnaires et de Joséphine, dans la chapelle du collège jésuite de la Trinité (aujourd'hui lycée Ampère). Le Premier consul préside et ouvre la séance par un discours en italien, poussé alors par Talleyrand qui souhaite clore la querelle entre Aldini et Melzi qui, nommés président de la séance, s'en rejetaient mutuellement le rôle. Napoléon délivre son discours où il transforme la République cisalpine en la République italienne ce qui lui vaut des applaudissements de l'assemblée. Cet évènement marque le changement de la constitution de l'Italie.

## Personnalités présentes
Les députés italiens
- Antonio Aldini ;
- Vincenzo Brunetti, en tant que secrétaire de la séance, lu la constitution le 26 janvier[3] ;
- Francesco Melzi d'Eril ;
- Les archevêques de Ravenne et de Césène, les évêques de Pavie, Bergame, Lodi et Crémone[4] ;
- Antonio Cagnoli, président de la Société Italienne des Sciences ;
- Giuseppe Fenaroli ;
- Luigi Porro Lambertenghi ;
- Giuseppe Lechi ;
- Ferdinando Marescalchi ;
- Giovanni Martinengo ;
- Pietro Moscati, médecin[5] ;
- Giovanni Paradisi ;
- Giuseppe Prina ;
- Alessandro Volta, inventeur de la pile électrique ;
- Giuseppe Zola.

La délégation française
- Napoléon Bonaparte
- Joséphine de Beauharnais
- Joachim Murat
- Charles-Maurice de Talleyrand-Périgord
- Jean-Baptiste Jules Bernadotte
- Jean-Antoine Chaptal

L'archevêque de Milan, Filippo Maria Visconti (it), âgé de 82 ans, et ami de Napoléon, bien qu'ayant fait le déplacement, décède avant l'ouverture de la consulte. Il fut convié à un diner le 31 décembre 1801 à Lyon. Au cours du repas, il se pencha pour discuter avec Talleyrand et son cœur s'arrêta. Pietro Moscati tenta en vain de le sauver.